# Episannina albifrons
Episannina albifrons là một loài bướm đêm thuộc họ Sesiidae. Nó được tìm thấy ở Ghana.